# Murowaniec (Szczytniki)
Pour les articles homonymes, voir Murowaniec.
Murowaniec est une localité polonaise de la gmina de Szczytniki, située dans le powiat de Kalisz en voïvodie de Grande-Pologne.